# Geumseong-myeon, Hadong-gun
Geumseong-myeon (koreanska: 금성면) är en socken i kommunen Hadong-gun i  provinsen Södra Gyeongsang i den södra delen av Sydkorea, 300 km söder om huvudstaden Seoul.